# Colle d’Anchise
Colle d’Anchise ist eine italienische Gemeinde (comune) in der Provinz Campobasso in der Region Molise. Die Gemeinde liegt etwa 13,5 Kilometer westsüdwestlich von Campobasso am Biferno und hat 738 Einwohner (Stand 31. Dezember 2023).

## Verkehr
Entlang des Biforno führt die Strada Statale 647 Fondo Valle del Biforno von Boiano nach Guglionesi.

## Söhne und Töchter
- Angelo Spina (* 1954), katholischer Geistlicher, Erzbischof von Ancona-Osimo